# Yajnavalkya
Yajnavalkya (sanskrit: याज्ञवल्क्य, Yājñavalkya m.) från Mithila var en forntida indisk filosof och astronom troligast verksam på 900-talet f.Kr. som vis hindu, en vedisk rishi. Han anses vara en av Indiens största filosofer, där särskilt den visdom han ger prov på i Brhadaranyaka Upanishaden framstår som höjden av undervisning om Brahmans insikter.

## Levnad
Såväl kring personen Yājñavalkyas tid på jorden som hans astronomiska gärning finns skilda uppfattningar. Uppgifter finns som alternativt förlägger hans livstid till 1 800 eller 600 f.Kr. Det finns även de som helt ifrågasätter hans historicitet. 
Enligt traditionen var brahminen Yājñavalkya Devarātas son och elev till den lärde Vaisampayana, i sin tur Vyasas lärjunge. Yājñavalkya var enligt en annan källa lärjunge till Uddalaka Aruni, enligt andra till Bhaskali.

## Filosofen
Yajnavalkya är en framträdande figur i Upanishaderna med djupa filosofiska läror i Brhadaranyaka Upanishaden.  Vissa tänkespråk, till exempel det negerande mantrat ”neti, neti”, visar slående likhet med den buddhistiska anatta-doktrinen. Han tillskrivs författarskapet av Shatapatha Brahmana, en shakha i Yajurveda, en av fyra skrifter om vedisk ritual mm. Shatapatha Brahmana har även anmärkningsvärda bedrifter att förtälja om Yajnavalkya som astronom.

## Astronomen
Baserat på solen och månens rörelser lägger Yajnavalkya fram en 95-årscykel för att synkronisera dessa i tiden. Textens kalender ger ett medelvärde för det tropiska året på 365,2467 dygn - bara 6 minuter längre än dagens värde.